# Pierre Victor Auger
Pierre Victor Auger (Paris, 14 de maio de 1899 — 25 de dezembro de 1993) foi um físico francês. Trabalhou no campo da física atômica, física nuclear e sobre os raios cósmicos.

## Biografia
Nascido em Paris, é filho do professor de química Victor Auger e cunhado do físico Francis Perrin. Foi educado na “Ecole Normale Supérieure”, onde obteve seu doutorado em 1926. Entrou para a Universidade de Paris e se tornou professor da Sorbonne (1937). Foi membro do Departamento de  Universidades para o governo francês, Departamento de Ciências da UNESCO e da Comissão Espacial francesa. Durante os anos de guerra trabalhou nos Estados Unidos na Universidade de Chicago e depois da Segunda Guerra foi membro da Comissão Atômica francesa. Em 1964 tornou-se diretor geral da Organização de Pesquisas Espaciais Européia, posto em que permaneceu até 1967. 
Auger morreu em um sábado, dia 25 de dezembro de 1993, feriado de Natal, dois anos depois do registro da “cascata” mais intensa  já detectada, com 200 000 milhões de partículas e uma energia milhões de vezes superiores aos geradores terrestres.

## Elétron Auger
Auger é principalmente conhecido pelo descobrimento do efeito eletroscópio que leva o seu nome e utilizado para detectar as impurezas de superfícies cristalinas. Ele reportou seu descobrimento no "journal Radium" em 1925 e, com isso teve seu nome dado ao fenômeno, o elétron Auger.
Em síntese, a espectroscopia por elétron Auger é uma das mais difundidas técnicas de estudo de superfícies e importante para determinar a identidade dos átomos de uma amostra. Esta espectroscopia pode ser feita bombardeando uma amostra com raios X, prótons ou com elétrons acelerados e medindo a energia cinética dos elétrons Auger em função da energia dos elétrons ou raios X incidentes.

## "Chuveiros aéreos extensos"
Utilizando dois detectores de radiação ionizante separados espacialmente, ele conseguiu mostrar que os detectores assinalavam a passagem de alto fluxo de partículas cósmicas ao mesmo tempo. Esta descoberta estendeu o leque de possíveis detectores, pois permitiu a construção de detectores no solo, eliminando a limitação de detecção em pequenas áreas dentro de balões ou no topo de edifícios. Esse fenômeno foi chamado de “Chuveiro aéreo extenso”.
O Observatório Pierre Auger é uma homenagem a um dos cientistas franceses mais influentes, por ter registrado o primeiro “chuveiro” de partículas em 1938 e inspirado o projeto, que se concretizou em 1995 com o apoio da Unesco.

## CERN
Pierre Auger, na altura Chefe do Departamento das Ciências Exactas da UNESCO entre 1948-1959,  teve um papel vital na criação do que começou por ser o Conseil Européan pour la Recherche Nucléaire, donde CERN razão porque com Raoul Dautry, François de Rose e Lew Kowarski pela França, Edoardo Amaldi pela Itália e Niels Bohr pela Dinamarca é considerado como um dos pais fundadores da organização que é hoje a Organização Europeia para a Pesquisa Nuclear.